# تریمولتو
تریمولتو (به ایتالیایی: Tremoleto) یک منطقهٔ مسکونی در ایتالیا است که در Crespina Lorenzana واقع شده‌است. تریمولتو ۱۰۵ نفر جمعیت دارد و ۱۱۶ متر بالاتر از سطح دریا واقع شده‌است.